# Lac des Îles (Grandes-Piles)
Pour les articles homonymes, voir Lac des Îles.
Le lac des Îles est un plan d'eau douce situé dans la municipalité de Grandes-Piles, dans la municipalité régionale de comté de Mékinac, dans la région administrative de la Mauricie, au Québec, au Canada. Ce lac est entièrement en territoire forestier et montagneux.

## Géographie
Le lac des Îles est séparé du lac Clair (situé du côté est) par une bande de terre d'environ 120 m au plus près, sur laquelle la route forestière a été aménagée. Le lac des îles est formé de deux plans d'eau interconnectés par un étroit passage d'une trentaine de mètres où un barrage a été aménagé ; la partie nord-est (au 5e rang) d'une altitude de 241 m a une plus grande superficie que la partie sud-ouest (au 6e rang) d'une altitude de 232 m.
L'embouchure du lac des Îles est du côté sud-ouest, contrairement au lac Clair (altitude de 242 m). La décharge du lac se déverse à priori dans un petit lac d'environ 200 m de long ; puis l'eau continue de couler sur 2,6 km vers le sud-ouest en traversant le 3e rang "Est Rivière Saint-Maurice", pour aller se déverser dans la rivière Saint-Maurice à 6,5 km au nord-ouest du centre du village de Grandes-Piles. À l'embouchure, la municipalité y a aménagé une petite halte routière avec tables de pique-nique.
Pour atteindre le lac Clair et le Lac des Îles, il faut emprunter la route 159 qui relie Saint-Tite et Saint-Roch-de-Mékinac. La route d'accès au lac des Îles arrive par le nord par la petite vallée de la décharge du lac Clair, lequel s'écoule vers l'extrémité nord du Lac Roberge (Grandes-Piles).

## Toponymie
Le lac des Îles porte bien son nom : 7 îles dans la partie nord et 2 dans la partie sud.
Le toponyme « Lac des Îles » a été officialisé le 4 mars 1982 à la Banque des noms de lieux de la Commission de toponymie du Québec.